# Cithadius cyathurae
Cithadius cyathurae is een eenoogkreeftjessoort uit de familie van de Tachidiidae. De wetenschappelijke naam van de soort is voor het eerst geldig gepubliceerd in 1972 door Bowman.